# Gare d'Autun
La gare d'Autun est une gare ferroviaire française de la ligne d'Étang à Santenay (via Autun), située sur le territoire de la commune d'Autun, sous-préfecture du département de Saône-et-Loire, en région Bourgogne-Franche-Comté.
Il s'agit d'une gare de la Société nationale des chemins de fer français (SNCF), desservie par des autocars régionaux du réseau TER Bourgogne-Franche-Comté.

## Situation ferroviaire
Établie à 306 m d'altitude, la gare d'Autun est située au point kilométrique (PK) 14,582 de la ligne d'Étang à Santenay (via Autun), entre les gares de Brion - Laizy et de Dracy-Saint-Loup. 
Elle dispose de deux quais, d'une longueur maximale utile de 158 m.

## Histoire

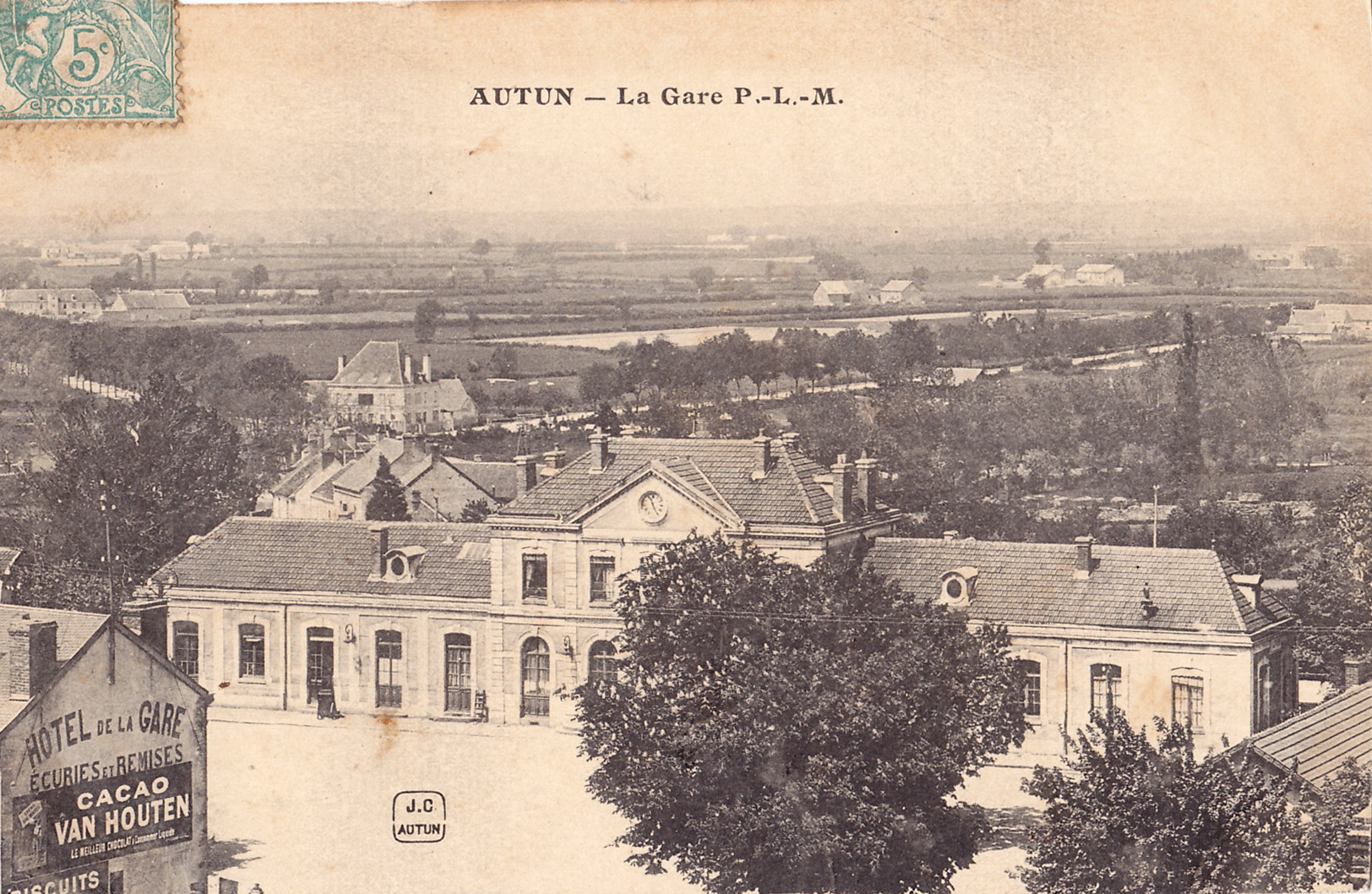
La gare vers 1906.

La gare d'Autun est ouverte le 16 septembre 1867, lors de l'inauguration du premier des trois tronçons de la ligne d'Étang à Santenay (via Autun).

## Fréquentation
La gare accueillait 60 025 voyageurs en 2020, le trafic étant alors en très légère régression.
À cette période, la fermeture du tronçon reliant Autun à Étang-sur-Arroux intervient et cause une diminution importante de la fréquentation en gare.

## Service des voyageurs

### Accueil
Gare de la SNCF, elle dispose d'un bâtiment voyageurs, avec guichet, ouvert tous les jours sauf les dimanches et fériés. Elle est notamment équipée d'automates pour l'achat de titres de transport et d'une salle d'attente. C'est une gare « Accès TER », qui dispose d'aménagements, équipements et service pour les personnes à la mobilité réduite.

### Desserte
Avant 2020, la gare d'Autun était desservie par quelques TER Bourgogne-Franche-Comté la reliant à Étang-sur-Arroux, Nevers et Dijon-Ville (principalement) via la section restante de la ligne d'Étang à Santenay.
Le 3 mars 2020, la SNCF neutralise la section reliant Étang-sur-Arroux à Autun à la suite de travaux sur la ligne de Nevers à Chagny, et un service d'autocars de substitution est mis en place. Les travaux se terminent en juillet 2020, mais la liaison d'Étang à Autun n'est pas rouverte.
La gare d'Autun n'est alors plus desservie par des trains (même si une réouverture de la section d'Étang à Autun reste possible, puisque la section est neutralisée mais n'est ni fermée, ni déposée).
Aujourd'hui, la seule liaison subsistant à Autun est le service d'autocars vers Étang-sur-Arroux, à raison d'une dizaine d'horaires par jour.

### Intermodalité
Un parc pour les vélos et un parking sont aménagés à ses abords.
La gare est également desservie par le réseau régional Mobigo (lignes 123, 129, 704, 705, 706 et 718), permettant de rejoindre (entre autres) Dijon, Chalon-sur-Saône, Chagny, Avallon ou encore Château-Chinon.
Le réseau Mobigo permet également à la gare d'Autun de retrouver un certain statut, puisque les lignes régionales desservent la majorité des pôles ferroviaires de la région, permettant par exemple de rejoindre Paris et Lyon via la gare du Creusot TGV.

## Service des marchandises
La gare est ouverte au service Fret SNCF (code gare : 694570). Les équipements sur place sont une grue automobile de 20 tonnes et des voies de service. Deux cours de frets réguliers sont entretenus à Autun par la SNCF, sans compter ceux des sociétés privées.